# Pingvin (televizijska serija)
Pingvin (eng. The Pengiun) nadolazeća je američka televizijska miniserija iz 2024. koju je stvorila Lauren LeFranc.
Na temelju lika Pingvin iz DC Comicsa, ovo je spin-off serija filma The Batman (2022.); s Colinom Farrellom koji se vraća ulozi kao u filmu, miniserija istražuje uspon Pingvina na vlast u kriminalnom podzemlju Gotham Cityja.
Seriju produciraju 6th & Idaho, DC Studios i Dylan Clark Productions u suradnji s Warner Bros. Television
Pingvin će se prikazati na platformi Max u rujnu 2024. i sastojat će se od osam epizoda.

## Glumačka postava
- Colin Farrell kao Oswald "Oz" Cobblepot / Pingvin
- Cristin Milioti kao Sofia Falcone
- Rhenzy Feliz kao Victor Aguilar
- Michael Kelly kao Johnny Vitti
- Shohreh Aghdashloo kao Nadia Maroni
- Deirdre O'Connell kao Francis Cobb
- Clancy Brown kao Salvatore Maroni
- James Madio kao Milos Grapa
- Scott Cohen kao Luca Falcone
- Michael Zegen kao Alberto Falcone
- Theo Rossi kao Julian Rush
- Carmen Ejogo kao Eve Karlo

## Pregled serije
Serija će premijerno početi s prikazivanjem 19. rujna 2024. istovremeno na platformi Max i na kanalu HBO.
U Hrvatskoj serija će se prikazivati od 20. rujna 2024. u ranojutarnjim satima istovremeno na kanalu HBO i platformi Max.
| Sezona | Sezona | Epizode | Epizode | Originalno emitiranje | Originalno emitiranje |
| Sezona | Sezona | Epizode | Epizode | Premijera             | Finale                |
| ------ | ------ | ------- | ------- | --------------------- | --------------------- |
|        | 1.     | 8       | 8       | 19. rujna 2024.       | 7. studenoga 2024.    |

## Distribucija
Serija će biti objavljena na streaming platformi Max u rujnu 2024. i sastojat će se od osam epizoda. Premijera je prvotno bila zakazana za sredinu 2024., ali je odgođena zbog štrajkova WGA i SAG-AFTRA.

## Vanjske poveznice
- Pingvin u internetskoj bazi filmova IMDb-a